# 自然主義的二元論
自然主義的二元論（しぜんしゅぎてきにげんろん、Naturalistic dualism）とは、心の哲学を専門とする哲学者デイヴィッド・チャルマーズが、意識のハード・プロブレム（物質としての脳からどのようにして現象意識やクオリアなどと呼ばれるものが生まれるのか、という問題）に対して取る自分の立場に対して与えた名前。現象意識やクオリアなどの問題の解決のためには物理学の理論の存在論的拡張が必要だ、という立場のこと。
名称中で使われている二元論という言葉は唯物論（または物理主義）の否定を表す。つまり意識の問題を還元や消去によって解決することは出来ない、という立場である。
そして自然主義という言葉でデカルト的な実体二元論の否定を表す。つまり霊や魂といった超自然（Supernatural）的なものによる説明ではなく、意識の主観的側面に対する自然主義的な（簡単に言えば科学的な）説明を与えるべきだ、という立場を表す。以下詳細を述べる。

## 概要
近年、現象意識やクオリアなどという名で哲学者たちの間で呼ばれるようになった、意識の主観的体験。これが物理学の枠組みの中のどこに位置づけられるのか、という問題は古くから様々な哲学者たちにより論じられてきた（例えば有名な例でジョン・ロックやライプニッツなど）。
現在の物理学がその実在を仮定している基本的な存在論（例えば電荷やスピンやエネルギー、そして時間や空間など）に対して、新たに現象意識をメンバーとして迎え入れ、その上でその現象意識の振る舞いを記述することになる未知の自然法則、これを探索すべきだ、という立場。
アナロジーとしてしばしば、マクスウェルが電気的現象を記述するために、ニュートン力学に電荷、電場、磁場という新たなメンバーとその振る舞いを記述する一揃いの新しい方程式（マクスウェル方程式）を導入することで、当時の物理学を拡張して電気的な現象の説明の困難を解決した事例を引き合いに出す。

## 対立する立場
自然主義的二元論は心の哲学の世界で主張されるそれぞれの立場と、次のような点で対立する。

### 二元論として物理主義全般と
自然主義的二元論は、それが二元論である事から、一元論的な立場全般と対立する。具体的には物理主義的な立場全般と対立する（唯心論も理屈としては対立候補に入るが、現在こうした立場からの主張はあまり見られない）。例えば、同一説、機能主義といった立場である。この対立は現象的意識に対して存在論的ギャップを認めるか否か、という点に関する立場の違いとして理解できる。つまり二元論的立場は物理状態と現象的意識の間に存在論的ギャップを認めるが、物理主義的立場はそうしたギャップは認めない。

### 自然主義として新神秘主義と
自然主義的二元論は、意識の主観的側面に関して二元論的立場を取った上で、それは科学的に解明できるだろう、という自然主義的立場を取っているという点で、同じく二元論的立場を取る新神秘主義と対立する。自然主義的二元論はハードプロブレムを科学的に（自然主義的に）解決可能な問題だと考えるが、新神秘主義はそうは考えない。新神秘主義はハードプロブレムは人間には理解・解決できない類の問題だと考える（認知的閉鎖）。

## ペンローズの立場との違い
意識に関する問題を解決するために物理学の拡張が必要だ、と訴えている有名な論者として、チャーマーズと別にロジャー・ペンローズがいる。この二人の主張は一見よく似てるようにも思えるが、問題としている部分が大きく異なる。チャーマーズは意識の現象的な側面（主観的な体験）の問題を中心においているのに対し、ペンローズは意識の機能的側面の問題（人間の思考はチューリング・マシンでシミュレート可能かという問題）を中心に置いている点で異なっている。
つまりチャーマーズはあくまで意識のハードプロブレム（物質としての脳から、どのようにして主観的な意識体験が生まれるのか）という問題を出発点に思索を行っているのに対し、ペンローズは強いAI論争（人間と同じだけの思考能力をもったコンピューターは実現可能か）という問題を出発点にして思索を行っている、という点で異なる。